# Меланж (геология)
Меланж (тектонический меланж; от фр. mélange — смесь) — обозначение в геологии зон брекчии, образовавшихся при горизонтальном тектоническом движении океанической коры Земли.

## История
Для океанической коры термин ввёл А. В. Пейве в работе «Океаническая кора геологического прошлого» (1969)
До этого термин в литологии использовал геолог Э. Гринли (w:en:Edward Greenly 1861—1951) в 1919 году; широко он стал применяться с 1950-х годов.

## Описание
Это зоны с крупной брекчией — cмесью обломков разных размеров и различной литологии.
Продукт тектонического дробления горных пород разного состава, нередко с участием серпентинитов (серпентинитовый меланж).
Меланж может образовываться как в тектонических, так и в осадочных процессах.